# Sávio Bortolini Pimentel
Sávio Bortolini Pimentel (* 9. Januar 1974 in Vila Velha), bekannt als Sávio, ist ein ehemaliger brasilianischer Fußballspieler. Er spielte auf der Position des linken Mittelfeldspielers und besitzt neben der brasilianischen auch die französische Staatsbürgerschaft.

## Karriere

### Verein
Sávio, der auch als Spielmacher fungieren kann, begann seine Karriere 1992 bei Flamengo Rio de Janeiro. Der 170 cm große Spieler wechselte nach fünf Jahren in seiner Heimat zu Real Madrid nach Spanien, mit denen er die Champions League 1998, 2000 und 2002 gewann. Nach diesem letzten Titel mit den Königlichen wechselte er auf Leihbasis zu Girondins Bordeaux. Als er nach Madrid zurückkehren sollte, zeigte Real kein Interesse mehr an ihm und verkaufte ihn an Real Saragossa. Drei Jahre lang war er Stammspieler dort, doch er erhielt 2006 keinen neuen Vertrag mehr in Spanien. Daraufhin ging er zurück zu seinem Stammklub Flamengo, für den er ein halbes Jahr aktiv war. Er erhielt ein Angebot von Real Sociedad San Sebastián, was er auch annahm und für die Basken spielte. Nach dessen Abstieg am Ende der Saison wollte er noch weiter in Spanien spielen und wechselte zu UD Levante, wo er Anfang 2008 seinen Vertrag auflöste, da der hochverschuldete Verein keine Gehälter mehr auszahlen konnte. Nachdem er ein halbes Jahr beim unterklassigen brasilianischen Verein Desportiva Capixaba gespielt hatte, wechselte Sávio im August 2008 zu Anorthosis Famagusta. Seit 2010 spielt er für den Avaí FC in der brasilianischen Série A.

### Nationalmannschaft
Sein Debüt für die Nationalelf gab Sávio 1994. Ein Jahr später gehörte er zum Aufgebot der Seleção bei der Copa América 1995 in Uruguay. Im Jahr darauf war er wieder bei einem Turnier dabei, diesmal beim CONCACAF Gold Cup 1996. 2000 bestritt er sein letztes Spiel für die Nationalmannschaft; bis dahin hatte er 44 Länderspiele absolviert, in denen er 17 Treffer erzielte.

## Erfolge
Nationalmannschaft
- Olympische Sommerspiele 1996 Bronze

Flamengo
- Campeonato Brasileiro de Futebol: 1992
- Taça Guanabara: 1995, 1996
- Taça Rio: 1996
- Staatsmeisterschaft von Rio de Janeiro: 1996
- Copa de Oro Nicolás Leoz: 1996
- Copa dos Campeões Mundiais: 1997
- Copa do Brasil: 2006

Real Madrid
- UEFA Champions League: 1997/98, 1999/2000, 2001/02
- Trofeo Santiago Bernabéu: 1998, 1999, 2000
- Weltpokal: 1998
- Primera División: 2000/01
- Supercopa de España: 2001
- UEFA Super Cup: 2002

Zaragoza
- Copa del Rey: 2003/04
- Supercopa de España: 2004

Desportiva Ferroviária
- Staatspokal von Espírito Santo: 2008

Avaí
- Staatsmeisterschaft von Santa Catarina: 2010